# 비욘드 클래식
이준형의 비욘드 클래식은 대한민국의 라디오 채널 cpbc FM에서 생방송은 매주 일요일 오전 10시부터 낮 12시까지, 재방송은 매주 일요일 밤 10시부터 밤 12시까지 방송되는 클래식 음악 전문 라디오 프로그램이다.

## DJ
- 이준형 (음악평론가)

## 코너
1부
- 음악은 잠시 동안 : 작품, 작곡가, 연주자, 실황 등 매 주 새로운 아이템을 정해 DJ의 해설과 함께 음악을 듣는 시간

2부
- 이주의 음악신보 : DJ가 엄선한 새 음반 소개와 함께 들어보기

## 역대 방송시간
| 방송 채널 | 방송 기간                          | 방송 시간                                                                           |
| --------- | ---------------------------------- | ----------------------------------------------------------------------------------- |
| Cpbc FM   | 2020년 8월 23일 ~ 2023년 10월 29일 | 매주 일요일 오전 10:00 ~ 낮 12:00                                                   |
| Cpbc FM   | 2023년 11월 5일 ~                  | 매주 일요일 오전 10:00 ~ 낮 12:00 (생방송) 매주 일요일 밤 10:00 ~ 밤 12:00 (재방송) |

## 같이 보기
- 클래식 음악
- 브런치카페 (MBC FM4U)
- 신윤주의 가정음악 (KBS 클래식FM)
- KBS 음악실 (KBS 클래식FM)
- 장일범의 유쾌한 클래식 (월~토요일) (cpbc FM)